# Eoacanthocephala
Eoacanthocephala is een klasse binnen de haakwormen (Acanthocephala).

## Taxonomie
De ordes, families en geslachten van de Eoacanthocephala zijn:
- Orde Gyracanthocephala
  - Familie Quadrigyridae
    - Onderfamilie Pallisentinae
      - Geslacht Acanthogyrus
        - Ondergeslacht Acanthogyrus
        - Ondergeslacht Acanthosentis

      - Geslacht Palliolisentis
      - Geslacht Pallisentis
        - Ondergeslacht Brevitritospinus
        - Ondergeslacht Demidueterospinus
        - Ondergeslacht Pallisentis

      - Geslacht Raosentis

    - Onderfamilie Quadrigyrinae
      - Geslacht Deltacanthus
      - Geslacht Machadosentis
      - Geslacht Quadrigyrus
- Orde Neoechinorhynchida
  - Familie Dendronucleatidae
    - Geslacht Dendronucleata

  - Familie Neoechinorhynchidae

    - Geslacht Atactorhynchus
    - Geslacht Dispiron
    - Geslacht Eocollis
    - Geslacht Floridosentis
    - Geslacht Gorytocephalus
    - Geslacht Gracilisentis
    - Geslacht Hexaspiron
    - Geslacht Microsentis
    - Geslacht Neoechinorhynchus
    - Geslacht Octospinifer
    - Geslacht Octospiniferoides
    - Geslacht Pandosentis
    - Geslacht Paulisentis
    - Geslacht Tanaorhamphus
    - Geslacht Wolffhugelia
    - Geslacht Zeylonechinorhynchus

  - Familie Tenuisentidae
    - Geslacht Paratenuisentis
    - Geslacht Tenuisentis